# Paul Delos Boyer
Paul Delos Boyer (anglès: Paul D. Boyer)  (Provo, 31 de juliol de 1918 - Los Angeles, 2 de juny de 2018) va ser un químic estatunidenc guardonat amb el Premi Nobel de Química l'any 1997.

Va néixer el 31 de juliol de 1918 a la ciutat de Provo, població situada a l'estat nord-americà de Utah. Va estudiar química a la Universitat Bringham Young, pertanyent a l'Església Mormona, on es va graduar el 1939. El 1943 realitzà el doctorat en bioquímica a la Universitat de Wisconsin.
El 1956 fou nomenat professor de química a la Universitat de Minnesota, i des de 1963 és professor al Departament de Química i Bioquímica de la Universitat de Los Angeles.

## Recerca científica
Després del seu doctorat realitzà investigacions en els laboratoris de les Universitats de Stanford i Minnesota sobre l'estabilització del sèrum per a les transfusions, i posteriorment sobre la cinètica dels mecanismes químics dels enzims.
Des de la seva posició a la Universitat de Los Angeles, i al costat de John E. Walker, ha desenvolupat mètodes per estudiar la síntesi química dels enzims que catalitzen l'adenosina trifosfat, el principal aportador d'energia als organismes. Així mateix aconseguiren unir les dues molècules formants del fosfat: l'adenosina trifosfat o ATP i l'adenosina difosfat o ADP.
L'any 1997 fou guardonat, juntament amb el seu col·laborador John E. Walker, amb la meitat del Premi Nobel de Química pel descobriment de la síntesi de la molècula de l'Adenosina trifosfat. L'altra meitat del premi recaigué en el químic danès Jens Christian Skou pel descobriment de l'enzim transportador d'ions de sodi i potassi.